# クイズ日本の顔
クイズ日本の顔（クイズにっぽんのかお）とは、NHKテレビで放送されたクイズ形式のヒューマントーク番組である。総合テレビ、NHKワールド・プレミアムで放送されたほか、2006年10月からはBS2でも1週遅れで放送された（2006年11月28日放送分よりBSデジタル放送では16:9のサイズで放送）。

## 概要
番組たまごプロジェクトの企画として2005年12月18日に年末特別番組『あの人に挑戦!クイズ日本の顔』として放送されたのが好評だったのを受けてレギュラー放送となった。
毎回日本を代表する著名人を1人取り上げてその人となり、あるいはその人の持っている知識・情報を本人を招いてのスタジオトークやドキュメンタリー、そしてクイズを通して浮き彫りにするものである。NHKの地上波放送でレギュラーのクイズ番組が放映されたのは2004年4月2日から2005年3月25日に放送された『あなたも挑戦!ことばゲーム』以来だった。
解答者は毎回3人だが、特に正解数を競うようなものはない。初期には番組の終わりに印象的な解答をした解答者に対してゲストから記念品が贈られたが、後期は正解することのメリットは一切なかった。よって実質的にはクイズの要素を取り入れたトークショーという内容であった。また、シンキングタイムの音楽は生演奏であった。
プロデューサーは遠藤正雄が務めた（第56回紅白歌合戦EP）。

## 放送日時
いずれもJST基準。
- 総合テレビ
  - 2006年4月11日 - 2007年3月13日：毎週火曜 22:00 - 22:30
- BS2
  - 2006年10月 - 2007年3月：毎週火曜 8:30 - 9:00
- NHKワールド・プレミアム
  - 土曜 19:30 - 20:00
  - 月曜 11:15 - 11:45

## 出演
- 顔の館主（司会）：えなりかずき[2]
- 秘書（アシスタント）：津島亜由子
- フルート演奏：yumi（シンキングタイムの音楽も演奏）
- カルテット演奏：高橋洋子、坂田佳奈子、島岡智子、友納真緒
- ナレーション：益岡徹

### メインのゲスト一覧
他にも、ゲストに関連した職業の一般人や初期にはオープニングクイズとして別の有名人の問題も出た。
2006年
- 4月11日：川淵三郎（日本サッカー協会会長=キャプテン）
- 4月18日：假屋崎省吾（華道家）
- 4月25日：井筒和幸（映画監督）
- 5月2日： 高見映（ノッポさん、タレント・舞台俳優・作家）
- 5月16日：三國清三（フランス料理シェフ）
- 5月23日：岩合光昭（動物専門のフォトグラファー）
- 6月6日：石井好子（シャンソン歌手）
- 6月20日：道場六三郎（料理人）
- 7月4日：佐藤弘道（タレント、元おかあさんといっしょたいそうのおにいさん）
- 7月25日：日野原重明（聖路加国際病院理事長）
- 8月1日：ガッツ石松
- 8月8日：伊東四朗
- 8月22日：一龍斎貞水（講談師）
- 8月29日：デューク更家（ウォーキングドクター）
- 9月5日：大石静（脚本家）
- 9月12日：東儀秀樹（雅楽演奏家）
- 9月19日：渡辺淳一（作家）
- 10月3日：小松左京（作家）
- 10月10日：藤子不二雄A（漫画家）
- 10月17日：小泉武夫（農学博士）
- 10月24日：戸田奈津子（映画字幕翻訳者）
- 10月31日：宮本文昭（オーボエ奏者）
- 11月14日：鎌田實（医師・諏訪中央病院名誉院長）
- 11月21日：里見浩太朗（俳優）
- 11月28日：伊達公子（テニスプレーヤー）
- 12月5日：中村征夫（水中写真家）
- 12月12日：辻村寿三郎（人形作家）
- 12月19日：金子ひろみ（管理栄養士）

2007年
- 1月9日：周防正行（映画監督）
- 1月16日：古賀稔彦（柔道家）
- 1月23日：佐伯チズ（美肌師）
- 2月6日：今井通子（登山家）
- 2月13日：桂文珍（落語家）
- 2月20日：coba（アコーディオニスト）
- 2月27日：篠塚建次郎（ラリードライバー）
- 3月6日：坂東三津五郎（歌舞伎俳優）
- 3月13日：栗原はるみ（料理家）

## テーマ曲
『ザッツ モーツァルト』（作曲：渡辺俊幸、フルート演奏：yumi）